# Justine Henin
Justine Henin (født 1. juni 1982), tidligere også Justine Henin-Hardenne, er en belgisk tidligere professionel tennisspiller. Hun lå nr. 1 på kvindernes verdensrangliste i 117 uger i alt, dels i 2003-2004, dels i 2006-2008. Hun vandt i løbet af sin karriere 43 WTA-titler i single, heraf 7 grand slam-titler samt OL-guld.

## Karriere
Henin spillede sin første seniorkamp i karrieren i 1996, og året efter vandt hun sin første turnering på ITF-niveau. Efter at hun var blevet professionel i 1999, vandt hun sin første WTA-turnering samme år. Allerede i 2000 var hun nået i top-50, og året efter nåede hun i top-10 på verdensranglisten. Samme år nåede hun første gang en Grand Slam-finale, som var i Wimbledon, hvor hun dog tabte til Venus Williams.
2003 var Henins helt store sæson, hvor hun nåede førstepladsen på verdensranglisten. Dette skete, efter at hun i 28 ud af 29 turneringer mindst havde nået til semifinalen. Det var også året, hvor hun vandt sine to første Grand Slam-titler: French Open og US Open, begge med finalesejr over landsmanden Kim Clijsters.
I den følgende sæson var hun ramt af cytomegalovirus, så hendes resultater var ikke helt så gode. Men hun vandt dog Australian Open, og hun deltog i damesingle i OL i Athen som topseedet. Hun gik planmæssigt gennem turneringen og vandt guld efter at have slået den tredjeseedede Anastasija Myskina fra Rusland i semifinalen i en tæt kamp 7-5, 5-7, 8-6 samt andenseedede Amélie Mauresmo fra Frankrig i finalen mere overbevisende, 6-3, 6-3.
I september 2004 mistede hun førstepladsen på verdensranglisten, og 2005 var heller ikke en stor sæson for hende, hvor hun dog vandt French Open på ny. 2006 var meget bedre, idet hun nåede finalen i alle fire Grand Slam-turneringer, og selv om hun tabte tre (det var French Open-titlen, hun forsvarede), var det med til at bringe hende tilbage på toppen af ranglisten.
2007 var endnu en god sæson for Henin, hvor hun vandt ti af de fjorten turneringer, hun deltog i, heriblandt tredje French Open i træk samt US Open. Hun blev også den første WTA-spiller, der indtjente over $5 millioner i præmiepenge. 
Hun stoppede imidlertid sin karriere med øjeblikkelig virkning i maj 2008 på et tidspunkt hvor hun lå nr. 1 verdensranglisten, en position der som følge af Henins karrierestop blev overtaget af Marija Sjarapova.
Hun genoptog karrieren i 2009, men comebacket var ikke nogen stor succes, selv om hun nåede i finalen i Australian Open og nåede tilbage til en tolvteplads på ranglisten i 2010, idet hun også var en del skadesplaget. Hun opgav endeligt sin karriere efter at være blevet besejret i tredje runde af Australian Open 2011.

## Grand Slam resultater
| Turnering       | 1999 | 2000 | 2001 | 2002 | 2003 | 2004 | 2005 | 2006 | 2007 | 2008 | 2009 | 2010 | 2011 |
| Australian Open | -    | 2    | 4    | KF   | SF   | V    | -    | TF   | -    | KF   | -    | TF   | 3    |
| French Open     | 2    | -    | SF   | 1    | V    | 2    | V    | V    | V    | -    | -    | 4    | -    |
| Wimbledon       | -    | 1    | TF   | SF   | SF   | -    | 1    | TF   | SF   | -    | -    | 4    | -    |
| US Open         | 1    | 4    | 4    | 4    | V    | 4    | 4    | TF   | V    | -    | -    | -    | -    |

Tegnforklaring:
– = Ikke deltaget, kv = Slået ud i 1. runde efter at have vundet kvalifikationsturneringen, 1 = Slået ud i 1. runde, 2 = Slået ud i 2. runde, 3 = Slået ud i 3. runde, 4 = Slået ud i 4. runde, KF = Slået ud i kvartfinalen, SF = Slået ud i semifinalen, TF = Tabende finalist, V = Vinder